# González Ortega
González Ortega es una localidad de México, localizada en el municipio de Santiago de Anaya en el estado de Hidalgo.

## Geografía
Se encuentra en la región geográfica del Valle del Mezquital. A la localidad le corresponden las coordenadas geográficas 20° 22’ 12.412” de latitud norte y 98° 59’ 07.567” de longitud oeste; con una altitud de 1984 m s. n. m. Cuenta con un clima semiseco templado.
En cuanto a fisiografía se encuentra en la provincia del Eje Neovolcánico, dentro de la subprovincia de Sierras y Llanuras de Querétaro e Hidalgo; su terreno es de llanura. En lo que respecta a la hidrografía se encuentra posicionado en la región del Pánuco, dentro de la cuenca del río Moctezuma, y en la subcuenca del río Actopan.

## Demografía
En 2020 registró una población de 771 personas, lo que corresponde al 4.21 % de la población municipal. De los cuales 392 son hombres y 379 son mujeres.
| Gráfica de evolución demográfica de González Ortega entre 1930 y 2020                        |
|                                                                                              |
| Población de los censos y conteos del Instituto Nacional de Estadística y Geografía (INEGI). |